# 弓箭手 (比得哥什)

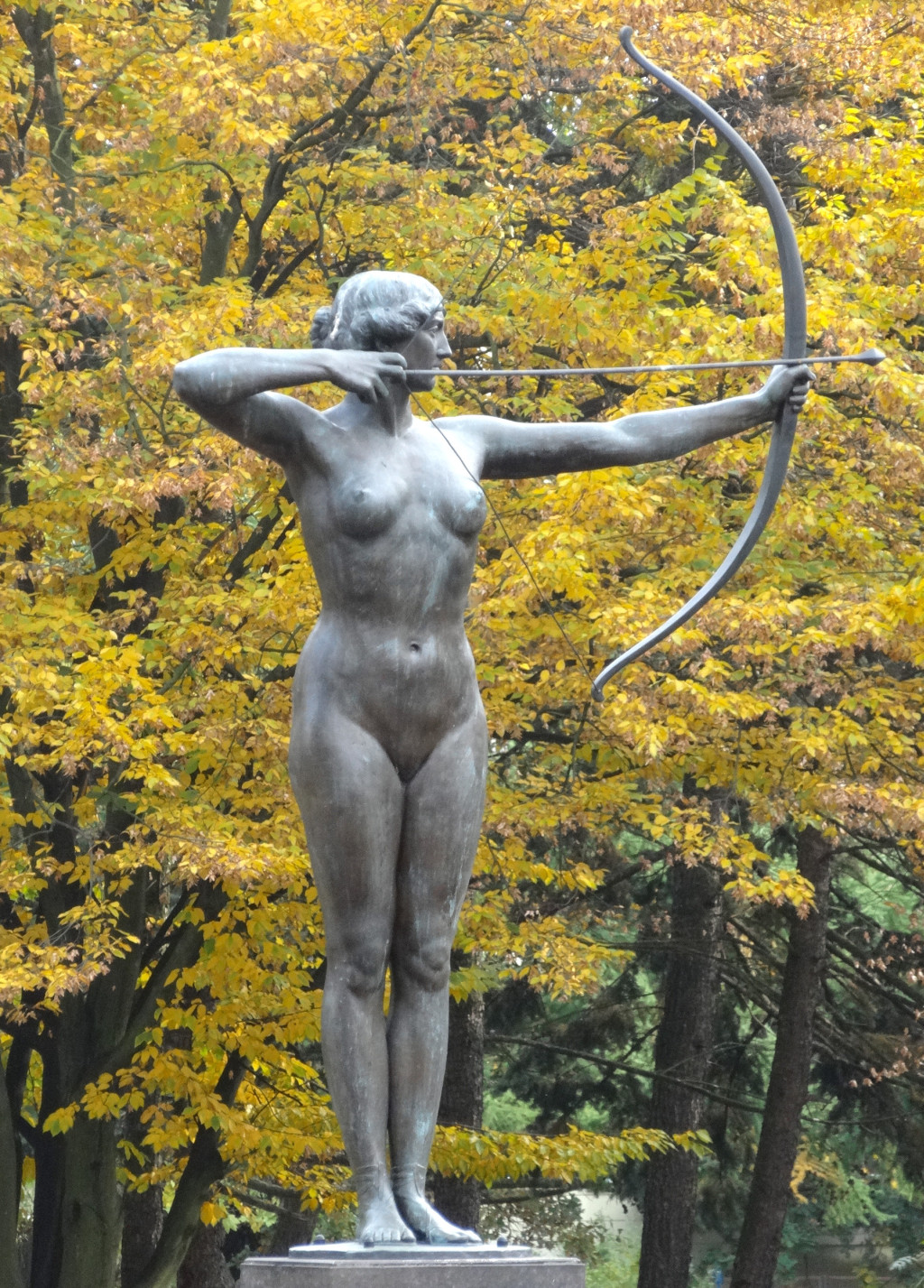

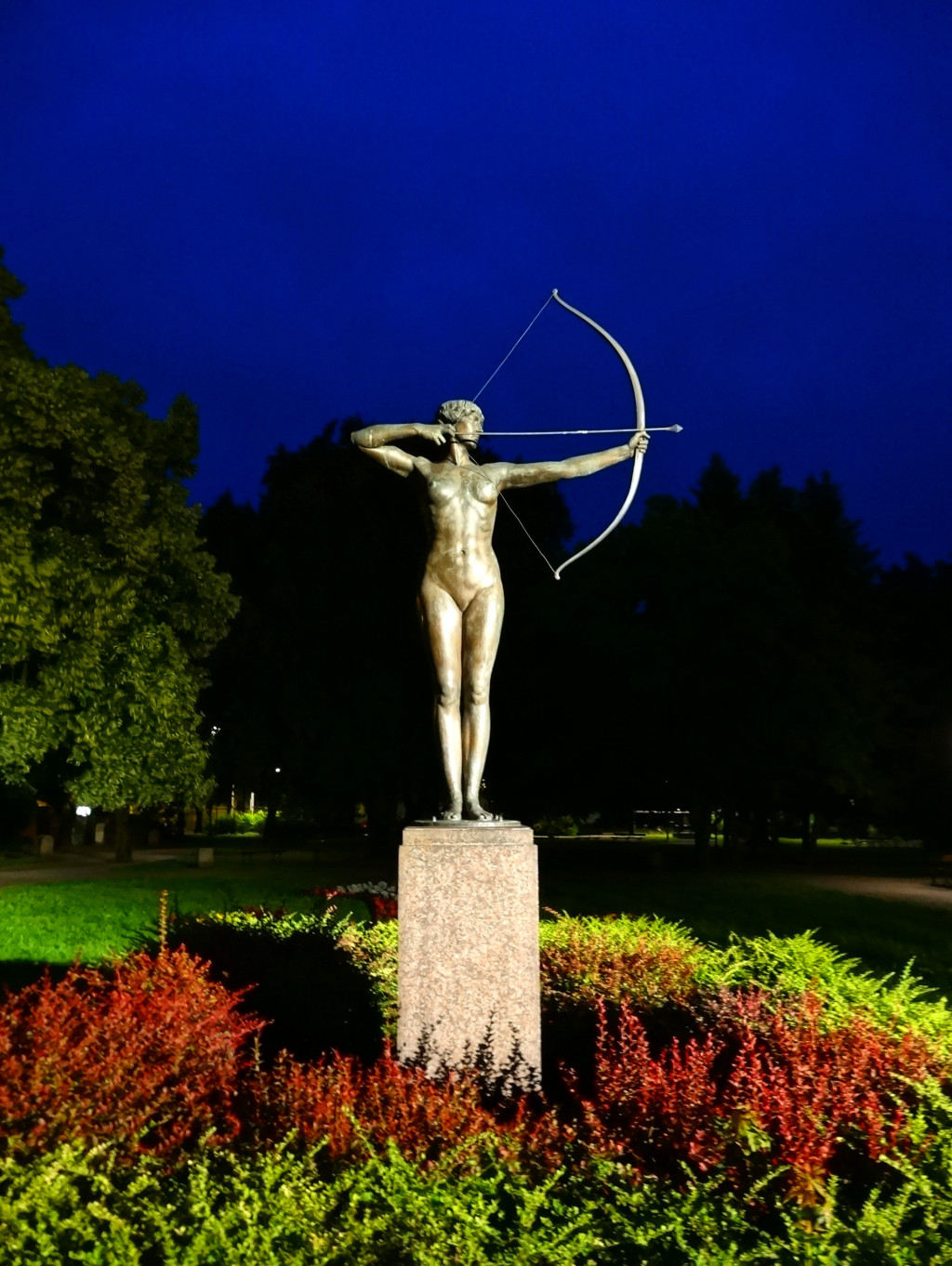

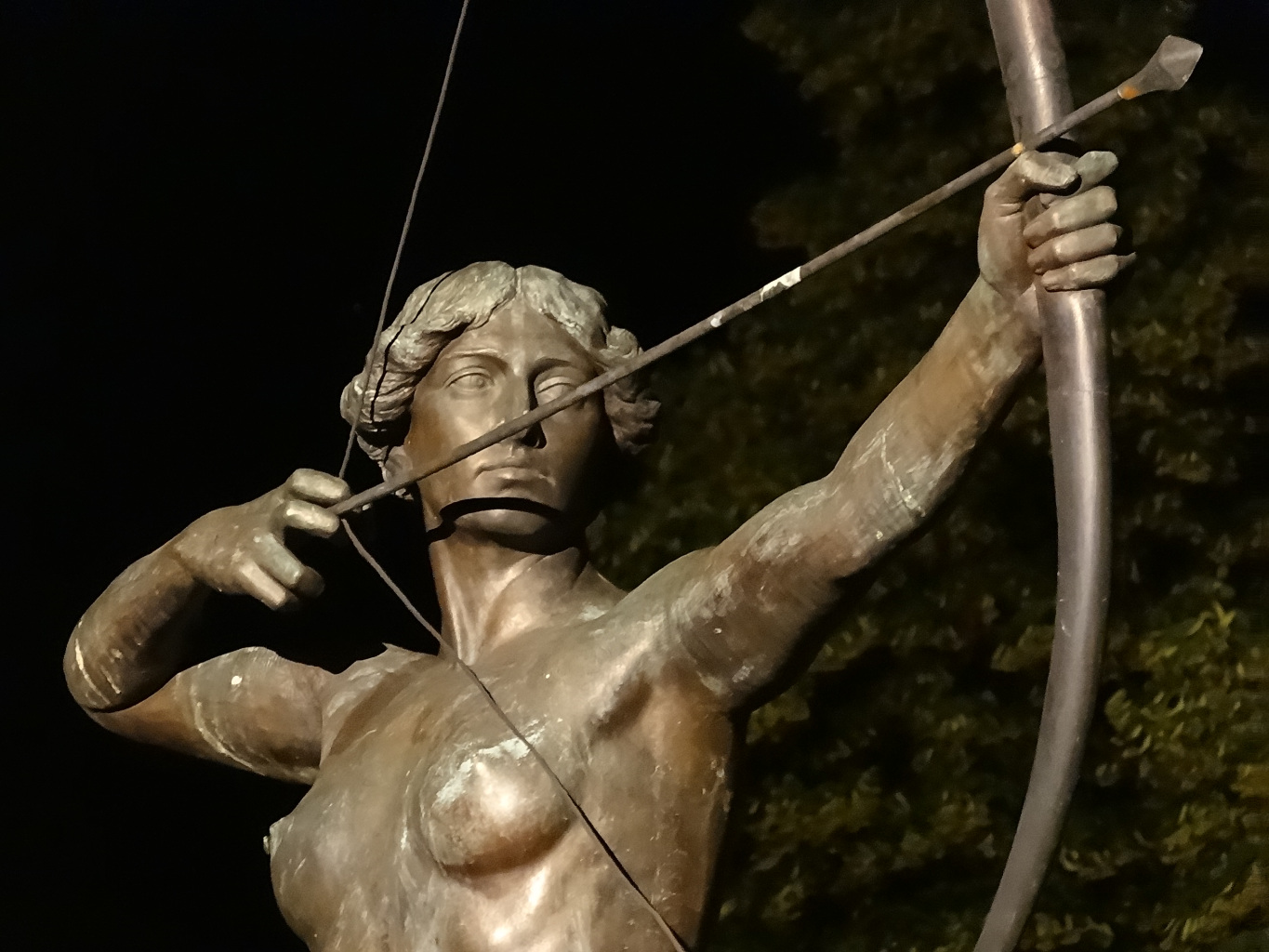

弓箭手（Łuczniczka）雕塑位于比得哥什的扬·科哈诺夫斯基公园，波兰剧院对面。
这尊青铜躶体女性雕塑高2.1米，于1910年10月18日揭幕，是该市最显著的标志。作者是柏林美术教授Ferdinand Lepcke。